# Nati nel 630
| Questa pagina contiene informazioni ricavate automaticamente dalle voci biografiche con l'ausilio del template Bio e di un bot. L'aggiornamento è periodico e automatico e ricostruisce completamente la pagina. Se manca una persona in questa lista, sei pregato di non aggiungerla, ma accertati piuttosto che la sua voce biografica contenga il template Bio e che i dati anagrafici siano correttamente compilati. Se il template Bio manca, inseriscilo tu stesso o, in alternativa, metti l'avviso {{tmp\|Bio}} che ne segnala la mancanza. Se i dati riportati sono sbagliati, correggi direttamente la voce biografica; le modifiche saranno visibili in questa lista entro pochi giorni. Per chiarimenti vedi il progetto biografie. La lista contiene solo le 7 persone che sono citate nell'enciclopedia e per le quali è stato implementato correttamente il template Bio. Pagina aggiornata al 10 feb 2025. |

- 7 novembre - Costante II, imperatore bizantino († 668)
- Angadrisma, badessa francese († 695)
- Papa Conone, papa e vescovo († 687)
- Fausta, imperatrice bizantina
- Ibrahim ibn Muhammad, arabo († 632)
- Reinilde di Saints, religiosa e santa franca († 700)
- Valerio del Bierzo, scrittore spagnolo († 695)